# Penygroes
Penygroes är en by i Gwynedd i Wales. Byn är belägen 190,6 km 
från Cardiff. Orten har 1 883 invånare (2016).